# ドバイ・トロリー
ドバイ・トロリー（英: Dubai Trolley）は、アラブ首長国連邦のダウンタウン・ドバイ開発地域にあるトラムである。
トラムでは、訪問客の呼び物として、かつ輸送サービスの提供のために、2階建て伝統スタイルのオープントップ・トラムを使用している。

## プロジェクト
2008年4月23日に、プロジェクトが2009年末から計画開始されることが、エマール・プロパティーズより発表された。
総費用として、5億UAEディルハムが投入される。
路線は、3段階で建設される予定であり、最終的にはダウンタウン・ドバイ周辺の延長7キロメートルの環状線が形成される。

### 第1フェーズ
2015年に、第1段階の路線が開業となる。
当路線は、ザ・アドレス (The Address)、マンジル・ダウンタウン (Manzil Downtown) およびヴィダ・ダウンタウン (Vida Downtown) のホテルを扱う3つの停留所があり、郊外環状線高速道路のシェイク・ムハンマド・ビン・ラーシド大通りの中央を走行している。
第1段階では当初、ドバイ・メトロおよびザ・ドバイ・モールとブルジュ・プレイス乗換駅との間で運行される、延長1.1-kilometer (0.68 mi)複線の急行連絡シャトル・サービス路線を、2009年末までに運行する予定であったが、2010年7月に保留とされている。

### 第2フェーズ
第2段階の路線では、完全な延長4.6-kilometer (2.9 mi)の環状線を含んでおり、単線で運行され、ドバイ・メトロとブルジュ・プレイス乗換駅から一方向の時計回りに通勤サービスが運行される。
当路線は、500-エーカー (200 ha)のネットワーク開発において、全10駅にサービス提供されることが期待されている。
一方向を通しての移動時間には、約8分掛かる予定である。
開業は当初、2010年として計画されていた。

## トラム
米国のTIG/mによって製造された、伝統スタイルのオープントップ2階建てトラムは、回生ブレーキ用のバッテリーと燃料電池によって電力供給されている。